# Mistrzostwa Świata w Kolarstwie BMX 2015
20. Mistrzostwa świata w kolarstwie BMX 2015 odbyły się w belgijskim Heusden-Zolder, w dniach 21 – 25 lipca 2015 roku. W programie znalazło się osiem konkurencji: wyścig elite i juniorów oraz jazda na czas elite i juniorów, zarówno dla kobiet jak i mężczyzn. Były to pierwsze mistrzostwa świata BMX rozgrywane w tym kraju. W klasyfikacji medalowej zwyciężyli reprezentanci Francji zdobywając łącznie cztery medale, w tym trzy złote i jeden brązowy.

## Medaliści
| Konkurencja:           | Złoto:            | Srebro:            | Brąz:              |
| Klasyfikacja mężczyzn  |                   |                    |                    |
| Elite                  | Niek Kimmann      | Jelle van Gorkom   | David Graf         |
| Jazda na czas          | Joris Daudet      | Niek Kimmann       | Connor Fields      |
| Juniorzy               | Exequiel Torres   | Collin Hudson      | Romain Racine      |
| Jazda na czas juniorów | Shane Rosa        | Brandon Te Hiko    | Collin Hudson      |
| Klasyfikacja kobiet    |                   |                    |                    |
| Elite                  | Stefany Hernández | Caroline Buchanan  | Simone Christensen |
| Jazda na czas          | Mariana Pajón     | Alise Post         | Sarah Walker       |
| Juniorki               | Axelle Etienne    | Swietłana Adamkina | Kelsey Van Ogle    |
| Jazda na czas juniorek | Axelle Etienne    | Ruby Huisman       | Natalija Afriemowa |

## Tabela medalowa
| Miejsce | Państwo           | Złoto | Srebro | Brąz | Razem |
| ------- | ----------------- | ----- | ------ | ---- | ----- |
| 1       | Francja           | 3     | 0      | 1    | 4     |
| 2       | Holandia          | 1     | 3      | 0    | 4     |
| 3       | Australia         | 1     | 2      | 0    | 3     |
| 4       | Argentyna         | 1     | 0      | 0    | 1     |
| 4       | Kolumbia          | 1     | 0      | 0    | 1     |
| 4       | Wenezuela         | 1     | 0      | 0    | 1     |
| 7       | Stany Zjednoczone | 0     | 2      | 3    | 5     |
| 8       | Rosja             | 0     | 1      | 1    | 2     |
| 9       | Dania             | 0     | 0      | 1    | 1     |
| 9       | Nowa Zelandia     | 0     | 0      | 1    | 1     |
| 9       | Szwajcaria        | 0     | 0      | 1    | 1     |